# Pacific Palisades (televisieserie)
Voor het district van Los Angeles zie Pacific Palisades (Californië)
Pacific Palisades was een soapserie uit 1997 die werd geproduceerd door Aaron Spelling. De serie speelt zich af in Los Angeles in het gebied Pacific Palisades. Het werd een flop en de serie werd na 13 afleveringen stopgezet, ook al was op het laatste moment Joan Collins aan de serie toegevoegd.

## Verhaallijnen
De serie volgt een groep jonge professionelen. Joanna en architect Nick Hadley zijn een getrouwde koppel. Ze wordt verrast door Rachel Whittaker, Joanna's tienerzus die regelmatig in de problemen komt met haar vrienden Ashley en Michael. Ondertussen gaat het slecht met Robert en Kate Russo en kiest Jessica Mitchell constant de verkeerde mannen. Ook worden Matt Dunning, Laura Sinclair, Cory Robbins en Beth Hooper gevolgd. Matt is een zakenman met een duister verleden, Laura werkt in onroerend goed en doet alles voor een deal, Cory is een manipulatieve chirurg en Beth, die een relatie krijgt met Cory.

## Rolverdeling
| Karakter         | Acteur            | Aantal afleveringen |
| ---------------- | ----------------- | ------------------- |
| Joanna Hadley    | Michelle Stafford | 13                  |
| Nick Hadley      | Jarrod Emmick     | 13                  |
| Rachel Whittaker | Natalia Cigliuti  | 13                  |
| Robert Russo     | Greg Evigan       | 13                  |
| Kate Russo       | Finola Hughes     | 13                  |
| Jessica Mitchell | Jocelyn Seagrave  | 13                  |
| Matt Dunning     | Lucky Vanous      | 13                  |
| Laura Sinclair   | Kimberley Davies  | 13                  |
| Beth Hooper      | Brittney Powell   | 13                  |
| Michael Kerris   | J. Trevor Edmond  | 13                  |
| Ashley MacInally | Jennifer Banko    | 8                   |
| Cory Robbins     | Dylan Neal        | 7                   |
| Christina Hobson | Joan Collins      | 7                   |
| Frank Nichols    | Gianni Russo      | 7                   |
| Cory Robbins     | J.H. Wyman        | 6                   |